# Aursjøen
Der Aursjøen ist ein See in Norwegen. Er liegt auf der Grenze der beiden Kommunen Lesja (Fylke Innlandet) und Molde (Fylke Møre og Romsdal).
Im Jahre 1953 wurde der Aursjøen aufgestaut und der Wasserspiegel um 25 Meter angehoben, so dass die benachbarten Seen Gautsjøen und Grynningen mit ihm verschmolzen. Der Stausee versorgt die Wasserkraftwerke Aura kraftverk in Sunndalsøra (290 MW Aura und 20 MW Osbu) sowie Grytten (149 MW) nahe Åndalsnes mit Wasser.
Der natürliche Abfluss verläuft über die Aura zum Eikesdalsvatnet und weiter über die Eira zum Langfjord.